# فريدا بينتو
فريدا بينتو (ولدت في 18 أكتوبر 1984) هي ممثلة هندية وعارضة أزياء محترفة، اشتهرت بأدائها دور لاتيكا في فيلمها الأول مليونير متشرد ، الذي فاز بجائزة الأوسكار لأفضل فيلم في عام 2009. وفازت بينتو بجائزة الأداء المتميز من نقابة ممثلي الشاشة، ورشحت لجائزة بافتا لأفضل ممثلة في دور مساعد عن دورها بالفيلم.

## نشأتها وحياتها الشخصية
ولدت فريدا بينتو في مومباي لسيلفيا بينتو، مديرة مدرسة سانت جون الثانوية العالمية (Goregaon)، وفريدريك بينتو، مدير بأحد فروع بنك بارودا. ينحدر والد فريدا بينتو من نيردوا ووالدتها من ديربال، وكلتا المدينتين من مانجالور. فهي مانجالورانية. وصرحت بينتو في مقابلة أنها هندية خالصة، ولكن أسرتها كاثوليكية تعود لمنطقة غوا وبعض من أجدادها كانوا على الأرجح من خلفية برتغالية، وهو ما يفسر لقبها بينتو.
شقيقتها الأكبر سنًا شارون بينتو هي مساعد منتج في إن دي تي في الأخبارية. درست بينتو في مدرسة سانت جوزيف بملاد ثم تخصصت في الأدب الإنجليزي و حصلت على شهادة البكالوريوس من كلية سانت كزافييه في مومباي. تقيم حاليًا في ملاد، وهي ضاحية من ضواحي مومباي. فريدا هاوية للرقص وتدربت علي أشكال مختلفة من الرقص الكلاسيكي الهندي، وكذلك السالسا. 
كانت مخطوبة لمسؤول دعايتها السابق روهان أنتوا، لكنها سرعان ما فسخت الخطبة بعدما حققت النجومية. وبعده واعدت زميلها نجم فيلم مليونير العشوائيات، ديف باتيل. تم إدراجها في قائمة مجلة بيبول لأجمل الناس.

## حياتها المهنية
قبل أن تتألق في مليونير متشرد، بينتو بدأت مسيرتها كعارضة أزياء وعملت مع دور العرض لأربع سنوات وظهرت في عروض الأزياء وأغلفة المجلات. وظهرت أيضا في العديد من الإعلانات التلفزيونية والمطبوعة للمنتجات مثل إيباي وسكودا ووديبيرس. تعلمت التمثيل في استديو باري جون للتمثيل في انديرى وتدربت علي يد معلمها باري جون. بعد ستة أشهر من الاختبارات، تلقت مخابرة لتأدية اختبار لفيلم مليونير العشوائيات. أدت بينتو اختبارها أمام داني بويل وتم إدراجها ضمن المرشحين، وأخيرا تم اختيارها لبطولة مليونير متشرد. 
كان العمل هو أول ظهور لبينتو في فيلم روائي طويل. تلعب بينتو في الفيلم، دور لاتيكا، الفتاة التي يحبها (ديف باتيل). فاز الفيلم في عام 2008 بجائزة الفيلم الأكثر شعبية بمهرجان تورونتو السينمائي الدولي. وفي مهرجان الكرة الذهبية عام 2009، نال الفيلم أربع جوائز. بينتو نفسها رشحت لجائزة "أفضل ممثلة مساعدة" في مهرجان جوائز بافتا 2009،  وفازت بجائزة الأداء المتميز من نقابة ممثلي الشاشة . 
بعد نجاحها في فيلم مليونير متشرد أتمت العمل على ميرال، وهو فيلم فرنسي إسرائيلي من إخراج جوليان شنابل. ثم تم اختيار بينتو للمشاركة في فيلم وودي ألن "ستلتقي بغريب طويل غامض"، والذي يشارك في بطولته أنطونيو بانديراس، وجوش برولين، وانتوني هوبكنز، وأنوبام خير ونعومي واتس. 

## قائمة الأفلام

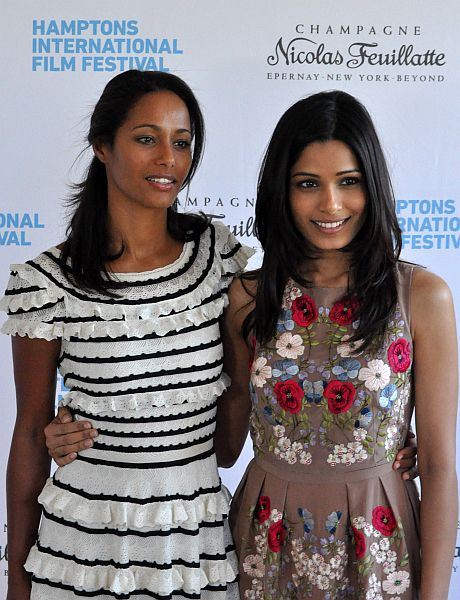
فريدا بينتو و رولا جبريل

| العام | الفيلم                 | الدور           | المخرج         |
| ----- | ---------------------- | --------------- | -------------- |
| 2008  | مليونير متشرد          | لاتكيا          | داني بويل      |
| 2010  | ميرال                  | ميرال           | جوليان شنابل   |
| 2010  | ستلتقي بغريب طويل غامض | ديا             | وودي آلن       |
| 2011  | نهوض كوكب القردة       | كارولاين ارانها | روبرت ويات     |
| 2011  | تريشنا                 |                 |                |
| 2011  | داي أوف ذا فالكون      | الأميرة ليلى    | جان جاك أنو    |
| 2011  | المخلدون               | فايدرا          | ترسيم سينغ     |
| 2014  | راقصة الصحراء          | إلينا           | ريشتارد ريموند |
| 2015  | فارس الكؤوس            | هيلين           | تيرينس ماليك   |
| 2015  | صدمة حادة              | كولت            | كين سانزيل     |
| 2018  | كتاب الأدغال           | ميسوا           | أندي سركيس     |

## قائمة الجوائز والترشيحات
| السنة | الجائزة                              | الفئة                                                  | العمل                | النتيجة | المرجع |
| ----- | ------------------------------------ | ------------------------------------------------------ | -------------------- | ------- | ------ |
| 2009  | جوائز الأكاديمية البريطانية للأفلام  | جائزة بافتا لأفضل ممثلة في دور مساعد                   | مليونير متشرد (فيلم) | رُشِّح     | [ 21 ] |
| 2009  | جائزة بلاك ريل                       | أفضل طاقم                                              | مليونير متشرد (فيلم) | رُشِّح     | [ 21 ] |
| 2009  | جمعية أوهايو الوسطى لنقاد السينما    | أفضل طاقم                                              | مليونير متشرد (فيلم) | رُشِّح     | [ 22 ] |
| 2009  | جوائز إم تي في للأفلام               | جائزة إم تي في لأفضل أداء خارق                         | مليونير متشرد (فيلم) | رُشِّح     | [ 21 ] |
| 2009  | جوائز إم تي في للأفلام               | جائزة إم تي في لأفضل قبلة (شاركت الترشيح مع ديف باتيل) | مليونير متشرد (فيلم) | رُشِّح     | [ 21 ] |
| 2009  | مهرجان بالم سبرينغز السينمائي الدولي | أفضل أداء لممثل صاعد                                   | مليونير متشرد (فيلم) | فوز     |        |
| 2009  | جائزة نقابة ممثلي الشاشة             | أفضل أداء متميز من طاقم في فيلم                        | مليونير متشرد (فيلم) | فوز     |        |
| 2009  | جائزة اختيار المراهقين               | أفضل ممثلة مختارة: دراما                               | مليونير متشرد (فيلم) | رُشِّح     | [ 23 ] |
| 2009  | جائزة اختيار المراهقين               | أفضل وجه جديد أنثى                                     | مليونير متشرد (فيلم) | رُشِّح     | [ 23 ] |
| 2009  | جائزة اختيار المراهقين               | أفضل قبلة                                              | مليونير متشرد (فيلم) | رُشِّح     | [ 23 ] |

## وصلات خارجية
- فريدا بينتو على موقع IMDb (الإنجليزية)
- فريدا بينتو على موقع روتن توميتوز (الإنجليزية)
- فريدا بينتو على موقع قاعدة بيانات الأفلام العربية
- فريدا بينتو على موقع ألو سيني (الفرنسية)
- فريدا بينتو على موقع تيرنر كلاسيك موفيز (الإنجليزية)
- فريدا بينتو على موقع أول موفي (الإنجليزية)
- فريدا بينتو على موقع بوكس أوفيس موجو (الإنجليزية)
- فريدا بينتو على موقع قاعدة بيانات الأفلام السويدية (السويدية)
- فريدا بينتو على موقع إن إن دي بي (الإنجليزية)
- فريدا بينتو على موقع ديسكوغز (الإنجليزية)